# Gregory County
Gregory County är ett administrativt område i delstaten South Dakota, USA. År 2010 hade countyt 4 271 invånare. Den administrativa huvudorten (county seat) är Burke. 

## Geografi
Enligt United States Census Bureau har countyt en total area på 2 728 km². 2 631 km² av den arean är land och 97 km² är vatten. 

### Angränsande countyn
- Lyman County, South Dakota - nord
- Charles Mix County, South Dakota - öst
- Boyd County, Nebraska - syd
- Keya Paha County, Nebraska - sydväst
- Tripp County, South Dakota - väst